# Покровский собор (Кимры)
Покро́вский собо́р (Собор во имя Покрова́ Пресвято́й Богоро́дицы) —  православный храм в городе Кимры, построенный в 1816—1825 годах. К собору также прилегали Троицкий храм и колокольня, возведённые в 1829—1832 годах, вместе они образовывали единый ансамбль. Комплекс был уничтожен в ходе антирелигиозной кампании в 1930-е годы.

## Предыстория
В 1688 году царевна Софья Алексеевна пожаловала село Кимры вместе с 71 деревней, а также «таможню со всеми строениями и таможенным сбором» боярину Александру Петровичу Салтыкову в вотчинное владение в связи с женитьбой его дочери. На средства Салтыкова, в частности, в селе на левом берегу Волги была возведена каменная Троицкая церковь. В 1807 году в Кимрах произошёл крупный пожар, в результате которого храм сильно пострадал: купол церкви мог в любой момент обрушиться, внутренне убранство также было повреждено. 
Сохранилось единственное изображение этой церкви на копии, сделанной с гравюры А. Грекова «Вид на село Кимра с луговой стороны» (1772 год). Оригинал находился в Калининском краеведческом музее (ныне — Тверской государственный объединённый музей), в годы оккупации Калинина немецкими войсками в ходе Великой Отечественной войны был утерян, копия представлена в экспозиции Кимрского краеведческого музея.

## История

### Строительство и дореволюционный период

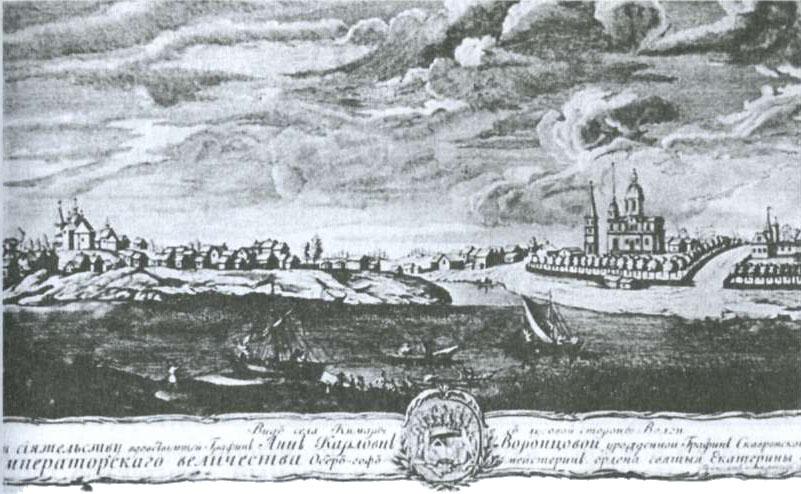
Копия гравюры Грекова «Вид на село Кимра с луговой стороны», 1772 год. Справа изображена Троицкая церковь, серьёзно пострадавшая при пожаре в 1807 году

После пожара было решено построить новый храм. Денежные средства были собраны по подписке прихожанами, главными жертвователями братья Василий, Михаил и Яков Малюгины, а также Д. В. Башилов с сыновьями. 16 сентября 1816 года храм по благословению архиепископа Тверского и Кашинского Серафима был заложен.
Строительство Покровской церкви было завершено в 1825 году, 30 сентября 1825 года храм был освящён протоиереем Тверского кафедрального собора Иоанном Синицыным при содействии местного духовенства. Через некоторое время братья Малюгины подали прошение о переименовании церкви в собор, подкрепив просьбу 20 тысячами рублей в пользу храма и его причта. 21 марта 1830 года Святейший Синод удовлетворил прошение и наименовал храм собором.
В период с 1829 года по 1832 год в непосредственной близости от Покровского собора были возведены Троицкая церковь и трёхъярусная колокольня. В 1847 году были закончены работы по росписи стен собора, выполненные московским художником И. С. Широкиным. Денежные средства на эти работы были пожертвованы местным купечеством.
В мае 1837 года в селе Кимры проездом побывал Великий князь Александр Николаевич, будущий император Александр II. По сохранившимся воспоминаниям, 7 мая 1837 года, около 3-х часов дня, когда высокий гость ещё только подъезжал к селу, раздался звон колоколов всех кимрских храмов. Сельчане торжественно встретили Великого Князя, под восторженные приветствия он проследовал до места, где предстояла смена лошадей. Увидев Покровский собор, он пожелал побывать в нём. Внутри Александр осмотрел убранство храма, приложился к иконам. В половине четвёртого цесаревич со свитой покинул село. Позднее, в послании отцу, императору Николаю I, от 7 мая Великий князь отдельно отметил «церковь, построенную совершенно по образцу московского Успенского собора».
В 1856 году село Кимры посетил драматург А. Н. Островский. Писатель побывал на службе в Покровском соборе, о чём написал в своём дневнике.
В 1859 году в Кимрах произошёл крупный пожар, уничтоживший почти всё село. Местный краевед Алексей Степанович Столяров (1866 — 1939 или 1940) так описывал произошедшее в своей книге «Село Кимры и его обитатели»:

15 июня 1859 г. в 12 часов дня загорелся пустой сарай… Утверждают, что это был поджог… В самое короткое время чуть не все село охвачено было пламенем. Спасли жители только деньги, а имущество, движимое и недвижимое сгорело. Жар был так силен, что даже под защитою высокого берега Волги, на значительном расстоянии от горевших домов, стоять было невозможно и жители, так сказать, отступили в самую Волгу. Когда пожар подходил к концу, набежала страшная туча, разразился гром, полил проливной дождь. Казалось, наступило светопреставление. Вдруг к ужасу обезумевших жителей, раздался страшный треск. С колокольни собора упал колокол весом в тысячу пудов, проломив свод колокольни. Колокол упал на каменный церковный помост.
В августе 1866 года село посетили наследник престола Александр Александрович (будущий император Александр III) с братом, Великим князем Владимиром Александровичем. Кимряки готовились к визиту царственных особ: по сторонам дороги, от Волги в гору (так называемый Владимирский съезд), была высажены берёзы, в половине горы была установлена арка с вензелем имени цесаревича, на горе, поднявшись, построили такую же; была устроена дорожка из теса, с перилами, по которой были разостланы ковры и рассыпаны цветы. Примерно в 3 часа дня 10 августа 1866 года пароход с гостями причалил к берегу. Цесаревич и его брат были торжественно встречены, после чего препровождены в Покровский собор. В храме прошла торжественная служба, по окончании которой гости приложились к святому кресту и местным иконам, а затем под восторженные крики сельчан, вернулись на пароход и продолжили путешествие. 

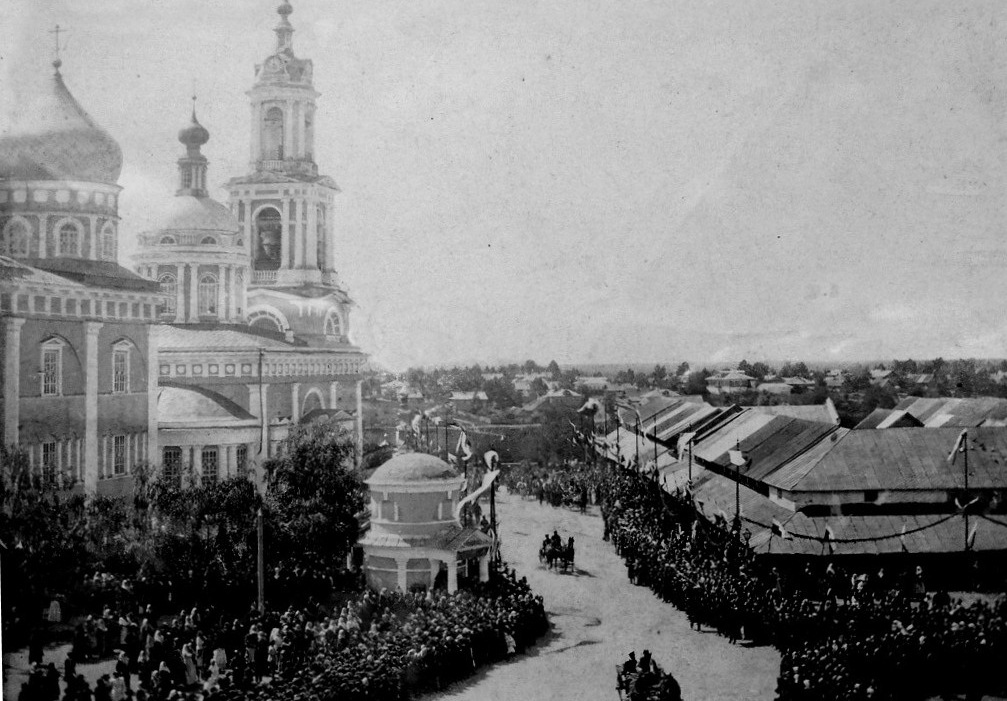
Встреча Великого Князя Владимира Александровича, 13 июня 1892 года

В 1892 году Кимры Великий князь Владимир Александрович с целью инспектирования войск и учреждений Петербургского военного округа. Утром 13 июня он прибыл в село, где был торжественно встречен сельчанами, ровно в 10 часов утра вошёл в Покровский храм. Соборный протоиерей в кратком приветствии упомянул о том, что 26 лет назад Великий князь и его брат, ныне император Александр III, «посетили этот святой храм». Выслушав приветственную речь, Владимир Александрович приложился к кресту и был окроплён святой водой, а затем остался слушать тотчас начавшуюся божественную литургию, по окончании которой ему в «память посещения и моления Его в этом святом храме» была поднесена храмовая икона Покрова Пресвятой Богородицы. В исходе 12-го часа Великий князь покинул село на пароходе.
6 мая 1901 года в Кимры специальным поездом из Москвы прибыла икона Иверской Божьей Матери, которую в дар Покровскому собору прислал настоятель Свято-Афонского Андреевского Скита (Греция) Архимандрит Иосиф с братией. Тысячи жителей села и окрестностей вышли встречать святыню. По случаю прибытия иконы в переполненном прихожанами Покровском соборе было проведено торжественное богослужение, затянувшееся до полной ночи. Икона стала считаться «покровительницей Кимр».
В 1901 году в Покровском соборе был крещён будущий советский писатель А. А. Фадеев. Метрическая книга, содержащая запись о крещении, хранится в Кимрском краеведческом музее.
Соборный ансамбль был центром всего села и являлся гордостью кимряков. Главная кимрская площадь — Торговая, была переименована в Соборную. Улица, ведущая от Троицкого храма вглубь села была названа Троицкой (в советское время улица носила имя Розы Люксембург, в 1992 году вновь обрела прежнее название). Как писал А. С. Столяров, ни один кимряк не начинал никакого дела, не отслужив молебен перед местной святыней — иконой Спаса Нерукотворного, считавшейся чудотворной.
По данным на 1901 год к Покровскому собору было приписано около 5000 прихожан (2611 человек из села Кимры, остальные являлись жителями более десятка окрестных деревень). В 1911 году при храме была открыта церковно-приходская школа, ей было выделено двухэтажное здание.

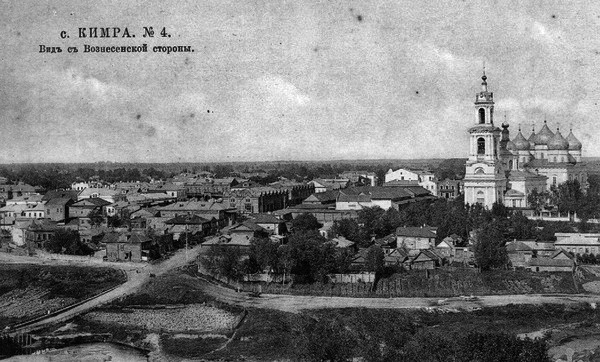
Вид с Вознесенской (Заречной) стороны на центральную часть и Покровский собор
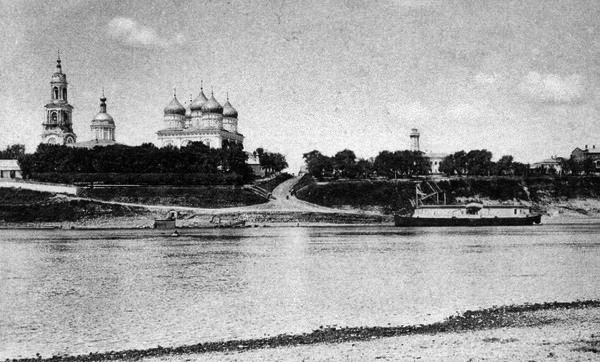
Вид с правого берега Волги на левобережный Владимирский съезд и Покровский собор
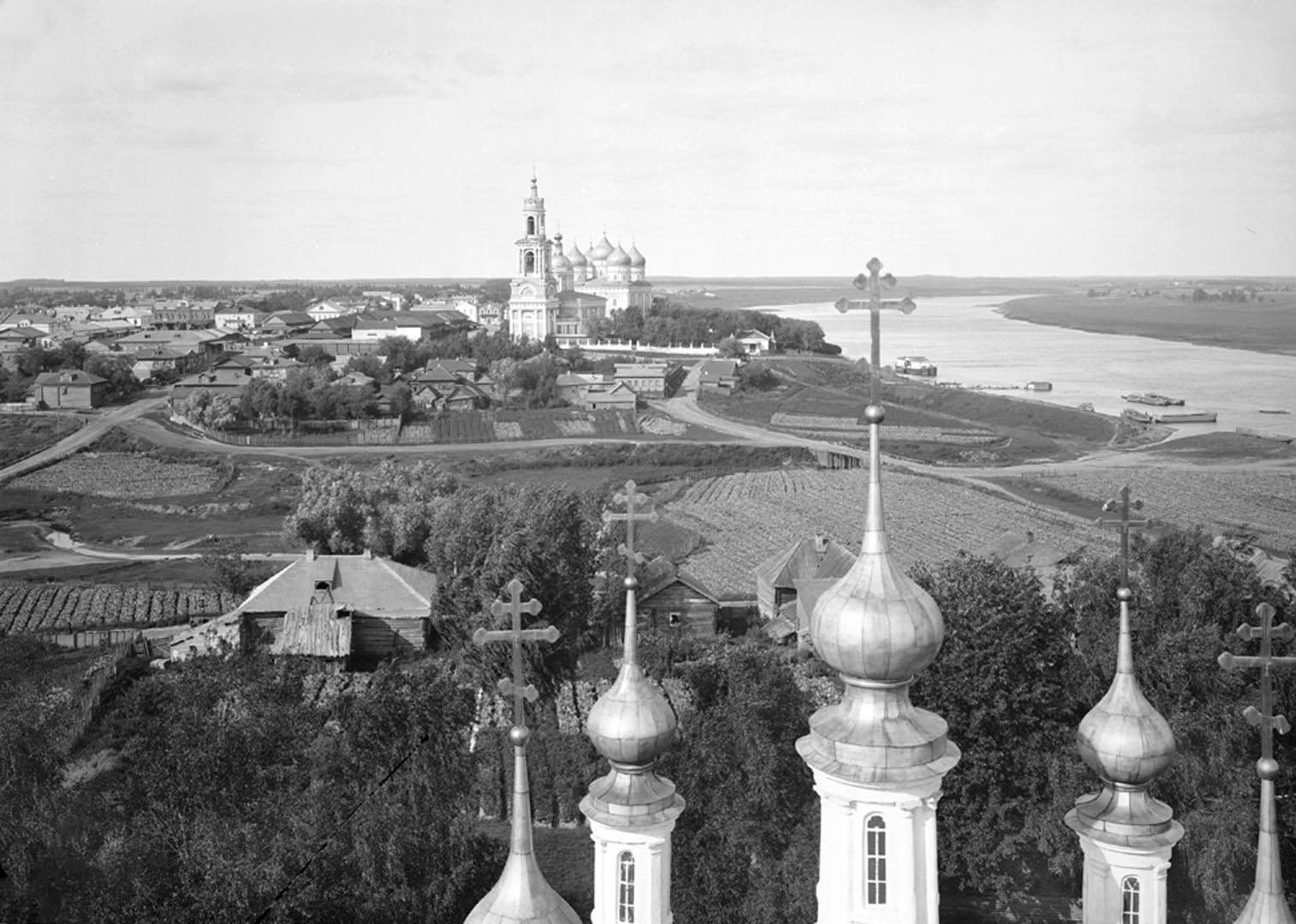
Вид с колокольни Вознесенской церкви на центральную часть. Фото М. П. Дмитриева

### Советский период
3 [16] июня 1917 село Кимры получило статус города.

Разрушенный Покровский собор. Фото 1930-х годов

В 1925 году в Кимрах было широко отпраздновано 100-летие Покровского собора, на торжества прибыл Тверской митрополит Серафим. Вскоре после этого местные власти развернули в печати кампанию против храма. Было выдвинуто предложение закрыть храм, в частности, по причине того, что колокольный звон мешает нормальной жизни города. 15 февраля 1929 года в секретариат ВЦИКа было направлено ходатайство о закрытии храма.
В 1930 году Московский облисполком постановил закрыть Покровский собор. Предлагалось разместить в здании храма агитационный центр, превратить в «культурный очаг», но затем эти предложения были отвергнуты. С куполов было снято золотое покрытие, сброшены кресты. Предпринимались попытки разобрать собор, но это не удалось из-за особой технологии кладки стен. Весной 1936 года храм был взорван, на его месте сразу же начались работы по возведению клуба промкооперации Кимрского кожпромсоюза, который открылся в ноябре 1938 года (в 1942 году в этом здании обосновался Кимрский театр драмы и комедии. Строительные материалы от взорванного Покровского собора пошли на строительство школы, которая была возведена за 8 месяцев и открыта 1 сентября 1937 года.
Троицкая церковь просуществовала вплоть до 1938 года, в ней расположились зернохранилище и сушилка для лесоматериалов. 10 декабря 1936 года проектная группа коммунального отдела горсовета приступила к составлению проекта по переоборудованию храма под музей, но в 1937 году работы были прекращены. В мае 1938 года президиум горисполкома постановил разобрать его и колокольню на кирпич.

## Архитектура и внутреннее убранство

### Покровский собор

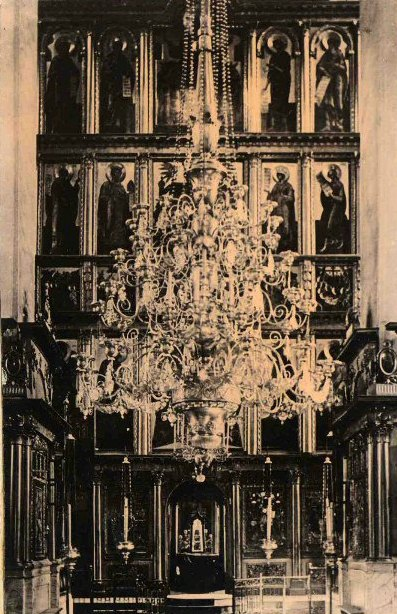
Внутреннее убранство Покровского собора: иконостас и паникадило-люстра весом 52 пуда. Фото из личного архива кимрского краеведа А. Суханова

Архитектура собора сочетала в себе элементы древнерусской архитектуры, русского ампира и классицизма.  Мощный, почти кубический в основном объеме, храм был увенчан пятью массивными световыми барабанами с луковичными куполами. Фасады членились тосканскими пилястрами, карниз был декорирован мутулами. Окна второго света были обрамлены ампирными наличниками и полуциркулярными нишами в виде закомар. Световые барабаны декорированы пилястрами и классическим фризом, их окна венчали килевидные навершия. Храм имел три престола: главный, средний, во имя Покрова Пресвятой Богородицы, правый — всех святых, левый — Святых апостолов Петра и Павла. 
Внутри собора располагался 5-ярусный иконостас, выполненный в русско-византийском стиле, его высота составляла 22 аршина, ширина — 35. Освещали храм пять паникадил, главное из которых, из литой меди, посеребрённое, и весило 52 пуда.

### Троицкая церковь
Троицкий храм, в отличие от Покровского, был отапливаемым. Он был гораздо ниже собора и увенчан единственной световой главой. Фасад церкви членится тосканскими пилястрами, на высоте трапезной, соединявшей её с колокольней, имелись портики, поддерживаемые тосканскими колоннами. Главный престол был назван а  Живоначальной Троицы, правый — Тихвинской иконы Божьей Матери, левый носил имя святителя Николая Чудотворца.
По богатству внутреннего убранства церковь мало в чём уступала Покровскому храму: стены были украшены росписью, иконостас с позолоченной резьбой имел шесть ярусов. Гордостью храма были четыре иконы, подаренные селу царями Иваном, Петром Алексеевичами и их сестрой царевной Софьей Алексеевной в тот период времени, когда его владельцем был Фёдор Петрович Салтыков, хранившиеся в ризнице две хоругви, предположительно, вышитые самой Софьей, а также Евангелие, отпечатанное в 1698 году и украшенное драгоценными камнями.

### Колокольня
Трёхъярусная колокольня, выполненная в стиле зрелого классицизма, имела высоту в 30 саженей (более 60 метров). Помимо 12 колоколов, на ней   имелись часы с курантами, показывавшие время на четыре стороны света. 

#### Колокола
С появлением колокольни встал вопрос о покупке колокола. Первый колокол был отлит в Твери на заводе Капустиных и весил 967 пудов. В 1839 году он пришёл в негодность и жители села приобрели в Ярославле на заводе Оловянишникова новый. После того, как колокол был доставлен в Кимры, выяснилось, что он не звонит: при отливке в уши колокола попал кусок угля и при пробном звоне он дал трещину. В 1840 году по инициативе купцов Малюгиных, на их средства и добровольные пожертвования прихожан в селе приглашённым мастером-литейщиком был отлит колокол весом 1005 пудов. 
В июньском пожаре 1859 года колокольня серьёзно пострадала, главный колокол упал и разбился. В 1864 году на колокольню собора был водружён новый колокол весом в 1006 пудов 9 фунтов, отлитый в Москве на заводе А. П. Финляндской. Он прослужил вплоть до 1930-х годов.

### Прочие постройки
Ансамбль был обнесён каменной оградой с тремя часовнями и тремя воротами. За оградой рядом с комплексом располагалось небольшое кладбище, на котором хоронили богатых кимряков. Несмотря на свой размер, кладбище считалось образцовым.